# Ferrocarril Estatal Coreà
No confongueu amb el Korail
El Ferrocarril Estatal coreà (조선민주주의인민공화국 철도성, Chosŏn Minjujuŭi Inmin Konghwaguk Ch'ŏldosŏng, generalment conegut com a 국철, Kukch'ŏl, "Rail Estatal") es troba sota la jurisdicció del Ministeri de Ferrocarrils de Corea del Nord i té la seu a P'yŏngyang. El Ministre actual de Ferrocarrils és Jang Hyuk, ha estat al càrrec des de 2015.

## Història

### 1945–1953: liberació, partició i la guerra coreana
Les línies de ferrocarril de Corea del Nord van ser inicialment construïdes durant l'ocupació japonesa per les companyies publiques Ferrocarril del Govern de Chōsen (Sentetsu), el Ferrocarril del Sud de Manchuria (Mantetsu) i diverses companyies de ferrocarril privades com el Ferrocarril de Chosen (Chōtetsu). Al final de la Guerra del Pacífic, en l'actual territori que correspon a Sentetsu a Corea del Nord s'hi havien construït 2.879,3 km de vies de ferrocarril que pertanyen a empreses públiques, de les quals 2,466.1 km eren d'ample ferroviari estàndard, i 413.2 km era d'ample estret (762mm) i 851,5 km de vies ferrocarril d'empreses privades de les quals 678,4km son d'ample ferroviari estàndard i 173,1 km són de via estreta. Alhora, en el setembre de 1945 en el futur territori de Corea del Nord, es trobaven 678 locomotores (124 trens de vapor, 446 tender, 99 trens de vapor d'ample de via estreta, grues de vapor, entre altres sistemes de transport).
Amb la divisió oficial de Corea, l'agost de 1945, en dues zones, la soviètica i la dels E.U.A., separades pel paral·lel 38° nord, el servei de tren en les antigues línies de Kyŏngwŏn i Kyŏngŭi van ser interrompudes. Malgrat això, el 26 d'agost del mateix any, l'exercit soviètic va reprendre el trànsit ferroviari a través de la línia de Kyongui, al nord de Sariwon; a la vegada que, la US Army Transportation Corps va prendre el control ferroviari i va restaurant el servei de la línia de Kyongui des de l'actual Kaepung (al nord de Kaesong, Corea del Nord), fins a Corea del Sud. En el maig de 1946 es prohibí travessar la frontera al paral·lel 38 sense permís, i a partir del 9 d'agost, es va fer obligatori l'ús de permisos especials per travessar per ferrocarril corea del sud fins a la del nord.

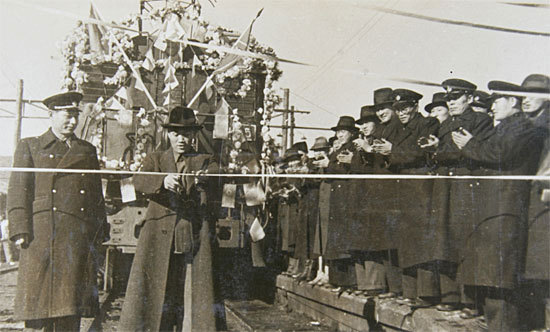
Cerimònia commemorativa de la finalització de l'electrificació del tram entre Yangdŏk–Sinch'ang de la línia Pyongyan, l'any 1948.

Els Ferrocarrils Estatals Coreans (Kukch'ŏl) van començar a ser una entitat independent a partir de l'agost de 1946, quan el Comitè Popular Provisional per Corea del Nord va nacionalitzar totes les vies que es trobaven en la zona ocupada per la Unió Soviètica. I va passar a la jurisdicció del Comitè Popular de Transports. A causa de l'expulsió de les persones de ètnia japonesos, dels territoris nord coreans, mancaven de personal qualificat i amb experiència per la conducció d'aquests vehicles, fet que va produir inicialment un paràlisis en el sector. Mancava personal tant de conductors, com a mecànics, enginyers i administradors. La situació es va agreujar més degut al fet que l'exèrcit soviètic havia saquejat la major part del equipament industrial de Corea del Nord, des de maquinària general, fins a components hidroelèctrics, locomotores, etc.

Els Ferrocarrils Estatals Coreans, tal com es coneixen avui en dia, pertanyen al Ministeri de transport de Corea del Nord des de 1948, després d'haver estat formalment establert pel Comitè Popular Provisional per Corea del Nord. On aquesta companyia pública va passar a tenir el control de 3,767km de via en funcionament incluint la restauració i l'electrificació del tram entre Yangdŏk-Sinch'ang-Ch'ŏnsŏng de la línia de Pyongyan, i la nova electrificació del tram de Kaego-Koin de la Línia Manp'o.
El 10 de desembre de 1947, les línies de ferrocarril sota la jurisdicció del govern popular es van dividir entre Corea del nord i Corea del sud, deixant a Corea del nord amb 617 locomotores de vapor (141 tanc, 476 tendre), 8 locomotores elèctriques,1.280 cotxes de passatger i 9.154 vagons de mercaderies (747 i 6.928 respectivament segons altres fonts).

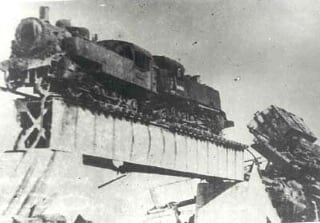
Una locomotora japonesa Purŏp'un (부러파) durant la Guerra de Corea.

Altres construccions van tenir lloc prèviament al 1950, però l'inici de la Guerra de corea el 25 de juny de 1950 va interrompre el progrés. Inicialment les Forces Armades de Corea dominaven el territori, ocupant la major part de la Península coreana a excepció dels territoris adjacents a Pusan; durant aquest temps, molts vehicles del ferrocarril, com la locomotora a vapor DeRoI-classe (Mitsubishi) i locomotores elèctriques construïdes al Japó i enviades a Corea del Sud, van ser preses pel front Nord Coreà. Al mateix temps, també es va rebre locomotores provinents de la URSS, Xina, Polònia, Hongria i Txecoslovàquia, com un suport a la guerra. No obstant, ràpidament les tropes de les Nacions unides van recuperar el territori conquerit per Corea del Nord, el 19 d'octubre van arribar a Pyongyan i una setmana més tard van arribar al riu Yalu. En conseqüència, en aquesta guerra gran part de la infraestructura ferroviària va acabar devastada. El 31 de desembre de 1950, una tren que es dirigia des de Hanp'o a Munsan i que consistia en una locomotora Matei-10 i 25 vagons, va ser aturada per les tropes dels Estats Units i completament destruïda. A més a més es va destruir les vies per fi d'inutilitzar el tram. Aquest recorregut no va ser arreglat fins uns 50 anys més tard.

### 1953–1959: Reconstruint des d'el no-res

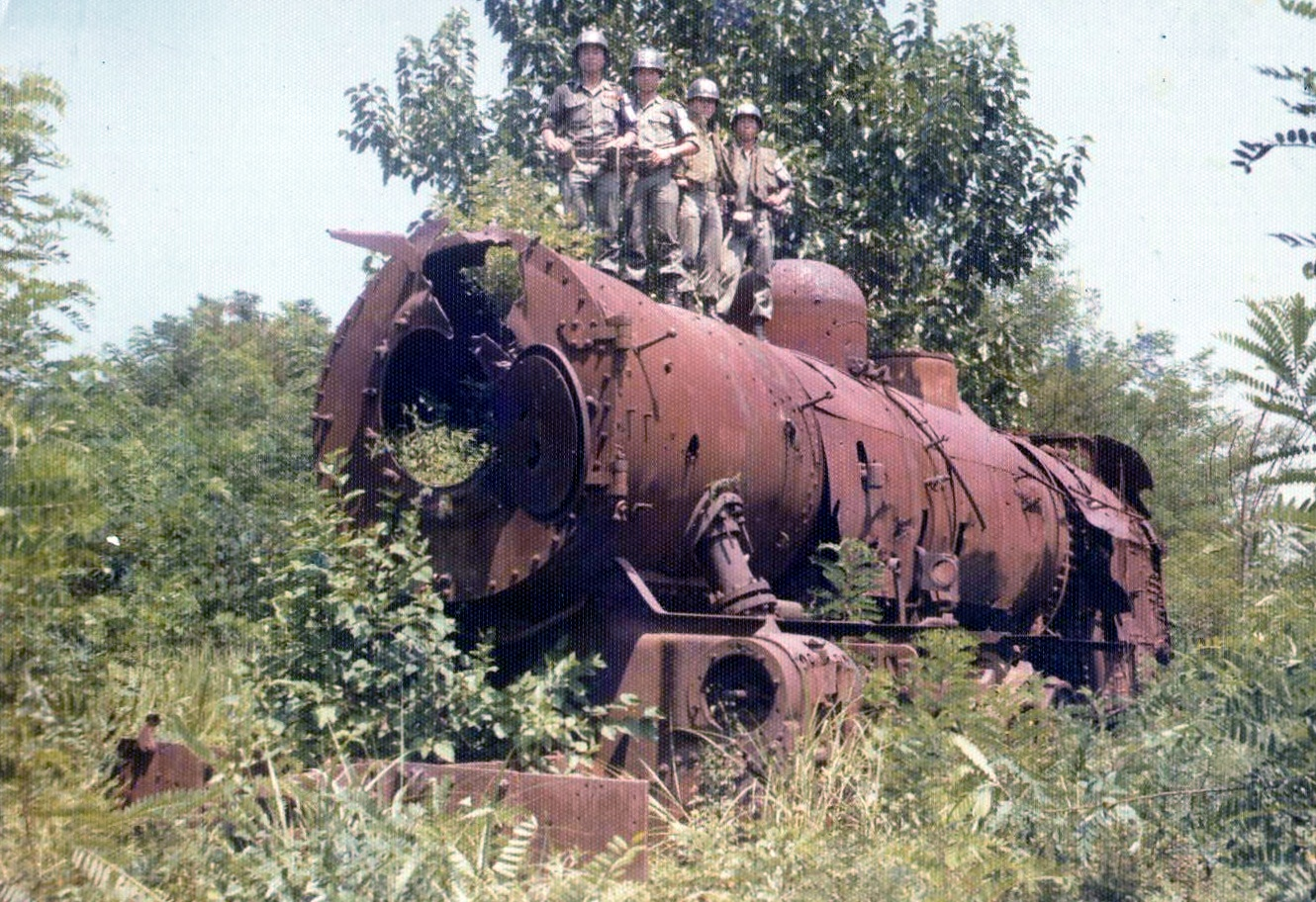
Les runes d'una locomotora de vapor Matei 10, destruida durant la Guerra de corea, a Changdan l'any 1976.

Corea del Nord va quedar devastada després de la guerra, amb danys mes greus que Corea del Sud. Fàbriques, cases, ponts, carreteres i ferrocarrils van ser destruïts a causa dels bombardeigs, el tramvia de Pyongyang va quedar completament destruït. Malgrat tot, la reconstrucció d'aquest va començar abans del fi de la guerra, gràcies a l'ajut del Cos del Voluntaris del Exercit Xinés. Un cop el alto al foc va ser decretat i signat es van restaurar un total de 1,382 km de línies de ferrocarril que s'havien vist afectades. La xarxa de transport de Corea del Nord va quedar tan devastada que l'única forma viable de transport era mitjançant cavalls. Va ser per això que inicialment es va dedicar un gran esforç en la reconstrucció de les línies de ferrocarril, sobre tot aquelles que connectaven amb Xina i Rússia, ja que d'aquí provenien la major part de mercaderies i bens de consum que abastien el país.Al mateix temps, es va aprofitar per continuar amb projectes de construcció que havien començat abans de la fí de la sobirania japonesa al territori; com la línia de Ch'ŏngnyŏn P'arwon (també coneguda com a línia Tokp'al), la construcció d'aquesta havia sigut iniciada a principis de 1940 per la companyia privada Ferrocarrils centrals de l'oest de Chosen (Japones: 西鮮中央鉄道, Sōsen Chūō Tetsudō; Coreà: 서선중앙철도, Seoseon Jung'ang Cheoldo), tenia un trajecte de Tokchon a Parwon però només s'havien construït 12,3 km abans que la guerra comences, per aleshores només arribava fins a Changsangri. Aquest projecte va finalitzar l'any 1954, durant els 3 mesos del armistici, aquesta linina incloïa uns 308 ponts amb una longitud total de 15 km i 37 estacions que van ser gradualment restaurades pels danys patits durant la guerra.
Tot i que la URSS no va intervenir militarment en la Guerra coreana per por a les represàlies de les Nacions Unides, va intervenir molt activament a la reconstrucció de Corea del Nord després de la guerra. Va oferir un assistència tècnica i ajuda econòmica, la URSS va proporcionar 1 bilió de rubles com a suport i va signar un conveni de cooperació ferroviària en el qual es comprometia a enviar locomotores elèctriques VL19.Xina també va donar suport al país oferint 800 milions de renminbis, a més a més a altres països de govern socialista, sobre tot de Europa del Est, van oferir suport al país, cal destacar a Polònia el qual va cooperar fortament entre el 1954 i 1956 on va oferir enginyers mecànics ferroviaris per que ajudessin a Corea del nord a reconstruir les locomotores de vapor i maquinària de manteniment de vies devastades durant la guerra.Gràcies al suport rebut les linies de ferrocarril es van poder restaurar i expandir al llarg del territori. El 17 de juny de 1954 es va substituir el pont que travessava el Riu Taedong i que connectava amb Pyongyang, 3 mesos després, al 25 de setembre de 1945 la línia Kangwon va ser restablerta entre Kosan i Pyonggang. El pont del riu Yalu que connectava Sinuiju i Dandong (Xina) va ser restaurat, aquest havia estat bastant danyat a causa de la guerra.
El 5 de febrer de 1954, es va signar un acord entre Xina i Corea del Nord en el qual s'establia una connexió ferroviària entre ambdós països i el 3 de juny del mateix any es va inaugurar la línia Pequín-Pyongyan.
Per aleshores ja hi havia una connexió entre la URSS i Corea del Nord, consistia en un pont que travessava el riu Tumànnaia, va ser creat durant la guerra de corea, aquest pont es va reobrir l'any 1952, era molt rudimentari i estava construït amb fusta, aquesta connexió resultava insuficient per albergar el tràfic que hi havia en aquesta linia, per això es va inaugurar el 9 d'agost de 1959 el pont de l'amistat Corea-Rus, que connectava Tumangang i Khasan.
Després de la guerra, Corea del Nord havia heretat una xarxa força extensa de línies d'ample ferroviari estret (762mm) provinent tant del antic Ferrocarril del Govern de Chōsen com de companyies privades. Una d'aquestes era la línia de Hwanghae la qual operava entre Hasong fins a Haeju. Després de nacionalitzar diverses línies de ferrocarril l'any 1944, el govern coreà va decidir que l'ample de via en el tram entre Hasong fins a Haeju era insuficient com per albergar el transit que tenia, es per això que es va substituir l'amplada de totes les vies  de 762 mm a l'amplada estàndard. La restauració d'aquest tram va ser completada l'any 1956, durant la seva reconstrucció Kim II-sung va anar en persona a visitar les obres el juny del mateix any. Principalment aquesta construcció constava de ma d'obra, els quals eren joves “voluntaris”. Aquesta reconstrucció va durar 75 dies, finalitzant el 12 d'agost de 1958, el govern en condecoració a la tasca feta pels voluntaris va batejar la línia amb el nom de Línia Hwanghae Chongnyon- Linia de la joventut de Hwanghae.
L'any 1956, les fàbriques de ferrocarrils a Pyŏngyang del Oest (avui en dia conegudes com a Fabriques de locomotores electriques de Kim Jong-Tae; va rebre el seu nom l'any 1969 per honrar l'activista revolucionari coreà Kim Jong-Tae de Corea Del sud, va ser un membre del Partit Revolucionari per la Reunificació, qui va ser executat pel govern de Coreà Del sud el mateix any. I a Wŏnsan van ser reconstruïdes i expandides gràcies a l'assistència polonesa. La fàbrica de locomotores de Pyongyan va ser reoberta el 29 August 1959, mentres que la fabrica de Wonsan, la encarregada de fabricar vagons de mercaderies i del manteniment de locomotores i autobusos, esdevenia operacional el 15 de juny de 1957. L'edifici de l'estació de Pyonhgyan, el qual hi havia estat fet majoritàriament de fusta i hi havia estat destruït durant la Guerra coreana, era també reconstruït, aquest cop, fet de pedra. Alberga una àrea total de 13.000 m2 i va ser reoberta l'any 1957. Per entrenar generacions noves d'enginyers de ferrocarril i treballadors de ferrocarril, es va inaugurar l'any 1959 la universitat de ferrocarrils de Pyongyang.
Així, pel final del 1950, la xarxa de rail de Corea del Nord havia estat restaurada a un nivell similar al que hi havia durant l'ocupació japonesa, amb uns 3167km de via d'ample estandard i 372 km amb un ample de via estret.

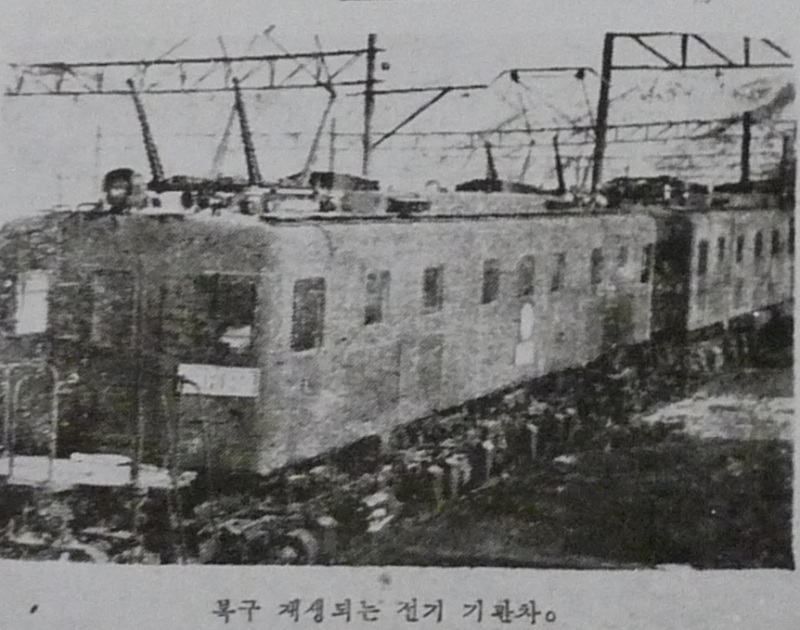
Les locomotores elèctriques heretades de l'ocupació japonesa (Sentetsu). Van jugar un rol important en els plans d'electrificació de les vies ferroviàries.

Els anys 60 van ser per Corea del Nord una època d'importants avenços. Quasi havent finalitzat la reconstrucció de les infraestructures malmeses durant la guerra de corea es van produir grans millores sota el moviment de Ch'ŏllima, entre elles, es van prendre mesures econòmiques semblants al pla del "Gran Salt Endavant " implantat per la República Popular de la Xina, aquest pla centrat en la industrialització del país requeria d'una infraestructura de ferrocarrils que complementes aquest moviment. Aquest pla no partia des de zero, inicialment constava d'una industria pesada desenvolupada durant l'època colonial per l'imperi Japonès. Aquesta industria pesada incloïa fabricació de maquinaria, sobre tot relacionada amb el ferrocarril, a més a més el DPRK constava de plantes hidroelèctriques construïdes també pels japonesos. Durant aquesta dècada gran part de la feina centrada en els ferrocarrils consistia en l'electrificació de les linies. A caus de l'augment de la importància dels ferrocarrils, l'any 1965 el control del ferrocarril de Kukch'ŏl va ser transferit del Ministre de Transports directament a un Ministre específic per la gestió de ferrocarrils. Establint així de nou la Chosŏn Minjujuŭi Inmin Konghwaguk Ch'ŏldosŏng.

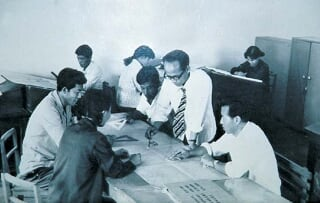
Un equip de disseny de la Fabrica de ferrocarrils Kim Chong-tae dissenyant la locomotora Red Flag 1-class l'any 1960

La electrificació del tram de ferrocarril Yangdok-Ch'onsong en la Linea de P'yongra, va ser inicialment feta el 1948, però va acabar destruida durant la guerra de corea. No va ser fins als 25 de maig de 1956 que gràcies a la ajuda sovietica va tornar a estar operatiu. La electrificació de les vies en general es van dur a partir de 1958 i a principis de 1960 aproximadament uns 900km de via estaven electrificades, no va ser fins al 1973 que es va completar l'electrificació completa de la línea P'yongra, aquesta estava composta aproximadament per uns 1300km de tram. El procés de electrificació de les vies es va dur a terme juntament amb el desenvolupament de locomotores elèctriques en el paìs. Inicialment en el 1958 es va iniciar la fabricació de locomotores elèctriques de petita escala destinades a activitats mineres, malgrat no tenir la principal via del país electrificada. Anys després, malgrat que las URSS s'havia compromès a enviar locomotores elèctriques soviètiques a Corea del nord, mai van arribar. Així doncs només tenien disponibles aquelles que provenien del període de Sentetsu. Per això el govern de Corea del Nord va adquirir 10 locomotores de Type 22E2 de l'empresa Txecoslovaca, Škoda.Aquesta va ser una mesura temporal presa per poder oferir un servei a l'hora que el país començava a desenvolupar les seves propies locomotores electriques. Amb aquesta finalitat el país va adquirir la llicencia a Skoda per poder fabricar locomotores Type 30E juntament amb tota la tecnologia necessària per poder dur la seva construcció. El primer prototip de locomotora Nord coreana basat en els planols de la Type 30E va ser finalitzat el 30 d'agost de 1961 i es va anomenar Red Flag 1. Kim Il-sung visitava ocasionalment la planta de construcció i va posar ell el nom del prototip. La producció en sèrie d'aquesta locomotora no va començar fins al 1962 amb la producció de 20 locomotores durant el primer any, seguit amb la producció de 30 en el 1963, en total es van produir unes 150 locomotores d'aquest model.

| Any                 | De             | A              | Línia               | Distància | Comentaris                                 |
| ------------------- | -------------- | -------------- | ------------------- | --------- | ------------------------------------------ |
| 1944                | Pokkye         | Kosan          | Kyŏngwŏn            | 53.9      | Sentetsu; destruït durant Guerra de Corea. |
| 1948                | Yangdŏk        | Ch'ŏnsŏng      | P'yŏngra            | 50.8      | Destruït durant Guerra de Corea            |
| 1948                | Kaegu          | Koin           | Manp'o              |           | Destruït durant Guerra de Corea            |
| 25 maig 1956        | Yangdŏk        | Ch'ŏnsŏng      | P'yŏngra            | 50.8      |                                            |
| 1957-62             | Miryŏk         | Ryŏkp'o        | P'yŏngbu            | 12.0      |                                            |
| 1957-62             | Susŏng         | Komusan        | Hambuk              | 34.3      |                                            |
| 1958                | Ch'ŏnsŏng      | Kowŏn          | P'yŏngra            | 38.0      |                                            |
| 1958                | Yangdŏk        | Pecatsŏngch'ŏn | P'yŏngra            | 40.2      |                                            |
| 31 de març del 1960 | El meuŏngch'ŏn | Rodong         | P'yŏngra            | 23.3      |                                            |
| 1960                | Kilju Ch.      | Ryongban       | P'yŏngra            | 38.7      |                                            |
| 1961                | Kimchaek       | Kilju Ch.      | P'yŏngra            | 34.3      |                                            |
| 1962                | Tanch'ŏn Ch.   | Kimchaek       | P'yŏngra            | 42.5      |                                            |
| 1962                | Chiha-ri       | P'yŏngsan      | Ch'ŏngnyŏn Ich'ŏn   | 51.4      |                                            |
| 1964                | Hongwŏn        | Tanch'ŏn Ch.   | P'yŏngra            | 127.0     |                                            |
| 1964                | P'yŏngyang     | Pecatŭiju      | P'yŏngŭi            | 225.1     |                                            |
| 1 novembre 1968     | Kowŏn          | Hongwŏn        | P'yŏngra            | 144.5     |                                            |
| 10 octubre 1970     | El meuŏngch'ŏn | Ch'ŏngjin      | P'yŏngra            | 116.1     |                                            |
| 1973                | Rajin          | Ch'ŏngjin      | P'yŏngra            | 81.2      |                                            |
| 1982                | Haeju          | Haŏng          | Hwanghae Ch'ŏngnyŏn | 80.5      |                                            |

Mentrestant, per tal de modernitzar les lineas que encara no havien estat electrivicades, Kukch'ŏl va començar a adquirir locomotores de dièsel per fi de substituir les de vapor. El primer pas per realitzar el canvi de locomotores de vapor a diesel va ser el 1964, amb l'arribada de catorze locomotores DVM-4 provinents de l'empresa hongaresaGanz-MÁVAG, el qual va ser utilitzat lineas secundaries de tren que no havien estat electrificades amb la linia principal. Després d'aquesta experiència inicial positiva amb els trens diesel, es va realitzar un encarrec d'un nombre més gran de locomotores, de major potencia per fi de poder transportar materia pesada. Fet en la URSS per requisit hongarès, els primers dos prototipus del locomotores M62 van aparèixer en Ferrocarrils soviètics en el 1964 abans s'autoritzes la producció en serie d'aquests models a Hongria, on van començar a produirlos el 1965 Kukch'ŏl va rebre els seus primers lliuraments de locomotores M62 re-nombrades en les fabriques com a locomotores K62 el 1967, el M62 havia adquirit un paper molt important dins la Comecon, a més d'Hongria, entre el 1965 i 1966 bastants M62 van ser posats en servei a Polònia, Txecoslovàquia, i Alemanya De l'est. Un total de 64 locomotores van ser repartides a Corea del Nord entre 1967 i 1974, esdevenint claus en les sublineas no electrificades, gràcies al seu rendiment i facilitat d'ús.
Juntament amb l'electrificació de les lineas troncals, dins d'aquest periode es van construir noves rutes. Moltes d'aquestes línies, com la linia Unbong inaugurada el 1959 per donar assistencia a la construcció de la Presa de Unbong, la linia Pinallon inaugurada el 1961 per oferir servei al February 8 Vinylon Complex i la linea Pyongyanghwajon(línea de planta de energía térmica P'yŏngyang) inaugurada per oferir servei a la planta termica de Pyongyan, van ser construides per oferir suport logístic a projectes de gran abast. Tanmateix altres lineas es van simplement inaugurar per fi de donar publicitat a Kim II-sung, la majoria d'aquestes eren lineas que els japonesos ja havien començat a construir o bè havien planejat fer-ho.
Cal destacar la inauguració de la liia Pyongra, oberta el 10 de juny de 1965, aquesta tenia la finalitat de oferir un viatge mes rapid entre Chongjin and Rajin que la linea ja existent. Aquest projecte havia començat ja durant el govern del Sentetsu el 1945 pero la construcció es va veure aturada quan va finalitzar el govern japones al territori. Un cas similar seria el de la linea Toksong inaugurat el 6 d'octubre de 1960, va ser la continuació d'un projecte de Sentetsu dels anys 40 per expandir la linea que havia sigut construida el 1929. El mateix succeix amb la linea Kumgol la qual va ser finalitzada el 1962, aquesta només era una extensió de una linea privada de ferrocarril ja existents desde 1943.No obstant si que es van construir noves lineas des de zero, la majoria d'elles de amplada de rail estreta, es el cas de la linea Unnyul inaugurada el 1963 i reformada l'ampli de rail a amplada estandar el 1971, un altre exemple seria la linea Sohaeri inaugurada el 1964 per transportar metall provinent de les mines.

### 1970-1980: els anys daurats
En el 1970s, Corea del Nord tenia com a objectiu el desenvolupament i la millora dels ferrocarrils per això va llençar una campanya de promoció de la ciència i la tecnologia. El pla nomenat com " Pla de 6 anys pel desenvolupament economic del poble " va començar el 1971 sota el govern de Kim II-sung, amb l'eslògan "자력 갱생" (Charyŏk Kaengsaeng, "Autosuficiencia"), declarant que tot, economia, ciència i progrés tecnològic, hauria de venir del propi pais.No obstant molts dels avenços en aquests camps provinents de països estrangers van ser adoptats a corea i etiquetats com a descobriments / innovacions propis del país. Del 1970 al 1980 es va declarar l'època dorada de corea, malgrat això no es van adquirir gaires avenços rellevants en l'àmbit de les locomotores.
Cridar molt l'atenció el desenvolupament dels transports urbans en aquest període. Després del èxit en el troleibús de Pyongyang inaugurat el 1962, es van inaugurar diverses lineas de trolleybus al llarg del pais Ch'ŏngjin (1970), Hamhŭng (1973), Sinŭiju (1978), and Kowŏn (1979), Nampo (1982), P'yŏngsŏng (1983), Haeju (1986), Anju (1987), juntament amb altres. A més a més també es va inaugurar l'estació de metro de Pyongyang el 1973. Cal recalcar que la major part de troleybusos malgrat ser produits a Corea del Nord, havien estat dissenyats per Txecoslovacs i Sovietics, en el cas del metro, usualment provenien de la China. Aquests fets contradeien la declaració d'autosuficiencia promoguda per Kim II-sung. La inaugaració del metro de Pyongyang va ser considerada com una gran victoria de Corea del Nord sobre Corea del Sud ja Seoul no disposava de metro, fet que va ser pres com una proclama de superioritat del socialisme en el país.
La expansio i la electrificació del sistema de ferrocarrils va continuar avançant a un ritme correcte. Es van inaugurar noves lineas de ferrocarril que portaven ja un temps en construcció com la Ch'ŏngnyŏn Ich'ŏn Line inaugurada el 10 d'octubre de 1972, la linea Ch'ŏngnyŏn P'arwŏn Line i l'opertura de lineas curtes que comunicaven amb les noves mines i plantes electriques com la linia de Musan Kwangsan (1971), la Ch'ŏnghwaryŏk la Namhŭng el 1976, la Sŏhae Kammun que passa sobre la Presa Nampo el 24 juny 1986, entre altres lineas. Molts altres projectes de gran abast van ser iniciats, com la linia Pukpu que hauria estat una nova línia troncal transversal est-oest a l'extrem nord de país, però només es va completar parcialment, tot i que la construcció va començar el 1981, la primera etapa, de Manp'o a Hyesan es va completar el 1988,però es va suspendre la construcció durant vint anys. En qualsevol cas, els projectes de la línia Sohae Kammun i Pukpu Line van ser els projectes de construcció de ferrocarrils més grans que la RPDC va emprendre per si sola. A més de construir noves línies, diverses línies de via estreta existents es van convertir a mida estàndard.
L'electrificació de la Línia P’yŏngra es va acabar finalment als anys 70; el projecte s'havia iniciat a Yangdŏk el 1948 i es va acabar per etapes al llarg dels anys posteriors a la Guerra de Corea, fins que la secció final entre Rajin i Ch'ŏngjin es va finalitzar el 1973.  Amb l'electrificació de la línia P'yŏngŭi el 1964  i la finalització del projecte de la linea de P'yŏngra, totes dues de les principals línies troncals que connecten P'yŏngyang amb la Xina i l'URSS respectivament, es van electrificar completament. Al final dels anys 70, l'objectiu les locomotores de vapor en les línies troncals primàries s'havia assolit amb gairebé el 87,5% de tots els moviments ferroviaris eren produits per locomotores elèctriques a principis dels anys vuitanta, la longitud total de les línies ferroviàries d'amplada estàndard electrificats a Corea del Nord va arribar als 3.940 km.

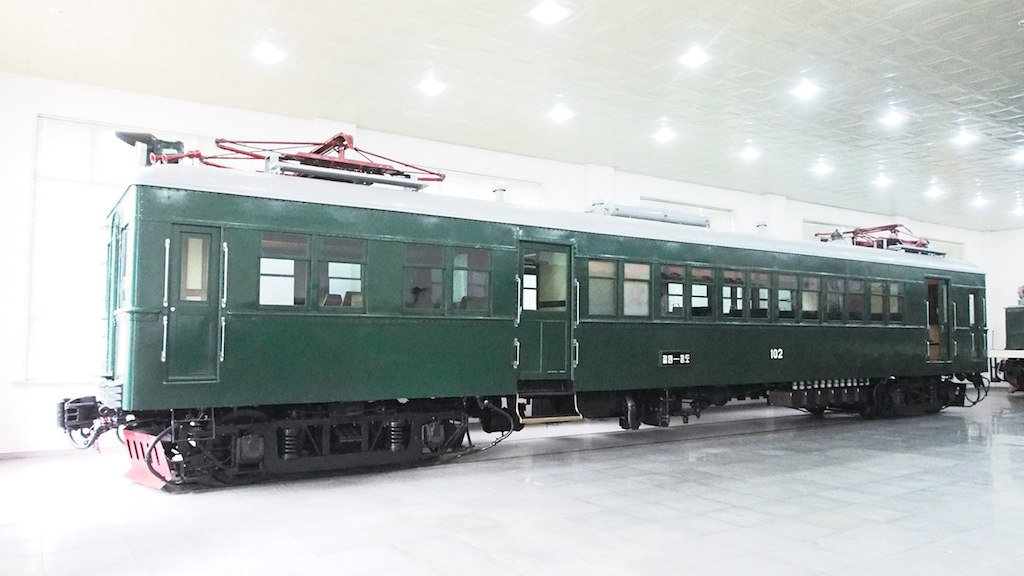
Un automotor elèctric dels ferrocarrils elèctrics de Kŭmgangsan conservat al Museu del Ferrocarril de P'yŏngyang

Com que l'electrificació s'havia convertit en una política d'àmbit nacional, Kukch’ŏl es va proposar desenvolupar una nova potència motriu elèctrica. Els ferrocarrils elèctrics havien estat utilitzats abans de la guerra pel ferrocarril elèctric de Kŭmgangsan, i aquests van ser utilitzats per Kukch'ŏl fins que la línia va ser destruïda durant la Guerra de Corea aleshores no es van fer servir altres vagons elèctrics després d'això durant molts anys. Tanmateix, l'obertura del metro de P’yŏngyang, juntament amb la popularitat que estaven agafant els trens elèctrics d'alta velocitat com el tren bala japonès, el qual es va posar en servei el 1964 i la classe ER200 introduïda pels ferrocarrils soviètics el 1974, va dirigir el Ministeri del Ferrocarril a dirigir els esforços cap al desenvolupament d'un tren d'alta velocitat per a Corea del Nord, amb la qual cosa es va donar a conèixer el primer tren elèctric de Corea del Nord, la classe Juche EMU, el 1976. Externament, els cotxes eren similar a l'aparença que els trens de la sèrie 181 utilitzats pels ferrocarrils nacionals japonesos en els Kodama Limited express tenien, internament, malgrat que tota l'electrificació de Corea del Nord sigui de corrent directe de 3000V, el tren de classe Juche EMU es va crear per a l'operació de dos sistemes, possiblement amb vista a la futura operació a Corea del Sud, on s'utilitzés l'electrificació AC. Es van dur a terme assaigs al voltant de P'yŏngyang, però no es van construir altres ferrcorralis, cosa que suggereix que l'experiment es considerava un fracàs. El ferrocarril va romandre a guardat fins al 1998, quan va ser reformat, pintat i posat en servei en un servei de rodalies per a científics entre P'yyangngyang i Paesanjŏm, amb una hora de recorregut de per fer una distància de 38 km.
Malgrat el fracàs del projecte de trens d'alta velocitat, el desenvolupament de locomotores elèctriques va continuar. Un problema particular va ser la manca de potència de tracció suficient per als trens de mercaderies pesats en línies muntanyoses i, per solucionar-ho, es va dissenyar una locomotora articulada de 8 eixos.  Basant-se en la classe Red Flag 2, es va donar a conèixer el primer prototip de la classe Red Flag 6, el 1981,  va començar la producció el 1986 i es va posar en servei el 1987. En termes tècnics, es tractava bàsicament de dues locomotores de bandera vermella de doble classe amb acostament permanent, que representaven poca innovació respecte al disseny original.

### 1990- 2000: modernització de la planificació
Així, tot i que a un ritme lent, el desenvolupament dels ferrocarrils de Corea del Nord va continuar. Entrant als anys noranta, Kukch'ŏl va continuar amb els seus plans per l'electrificació de tota la xarxa. Després de l'electrificació d'una part de la línia de via estreta Paengmu es va completar l'agost de 1991,  la línia Sinhŭng va ser electrificada el 1992, aquesta era considerada una secció de la linea Ongjin. El mateix any, es va anunciar un "Pla de modernització ferroviària" per promoure encara més el desenvolupament de la infraestructura ferroviària. Es van mantenir vius els plans per continuar la construcció de la línia de Pukpu, la següent fase d'aquest projecte preveia la conversió de la línia Samjiyŏn de via estreta existent en amplada estàndard, també preveia la construcció d'un nou traçat des de Motka, el terminal de la línia Samjiyŏn, fins a Hŭngam a la línia Paengmu, i la rehabilitació de la línia de Paengmu de Hŭngam a Musan.  Tot i que es van iniciar els treballs de sondeig per a la nova secció, la crisi financera de la RPDC dels anys noranta va portar a suspendre el projecte fins al 2007. L'electrificació de la línia Hambuk es va acabar el 1995 amb el cablejat de la secció Hoeryŏng - Namyang, mentre que l'electrificació de la línia K'mnggsŏn de Kŭmgangsan es va completar el 15 d'abril de 1997. El 1993 es va començar a planificar l'implantació d'un sistema de doble via en un tram total de 337 km de línia. A l'era japonesa, la majoria de les línies troncals es van fer amb un sistema de deoble via no obstant això, havent de reconstruir-se ràpidament després de l'extensa destrucció de la Guerra de Corea, aquestes línies es van reconstruir com a línies de via única, fins i tot les línies més importants, com la Línia P'yŏngŭi cap a la Xina. Tot i que es diu que els treballs havien començat aquell any, encara no s'ha finalitzat cap dels projectes previstos de doble seguiment. Malgrat tots els alts plans, entre 1990 i 1996 només es van completar 67 km de línia nova; La situació era poc millor a la segona meitat dels anys noranta, amb 102 km (63 milles) de nova línia acabada.
El 8 de juliol de 1994 va morir Kim Il-sung,  donant lloc a un període de dol nacional de diversos anys. Això, juntament amb la pèrdua de diners d'ajuda d'antics aliats després de l'enfonsament del comunisme a l'est d'Europa i la dissolució de l'URSS, així com importants inundacions i altres desastres naturals, van provocar un període de crisi econòmica coneguda com la Fam de Corea del Norte;  l'intent de superar això a través de la introducció de la política de Songun només va agreujar la situació. Naturalment, això afectà seriosament també els ferrocarrils, provocant un greu deteriorament del material rodant i de la infraestructura, fet que va reduir significativament la capacitat i eficiència operatives  i va fer que el compliment dels horaris fossin pràcticament impossibles.

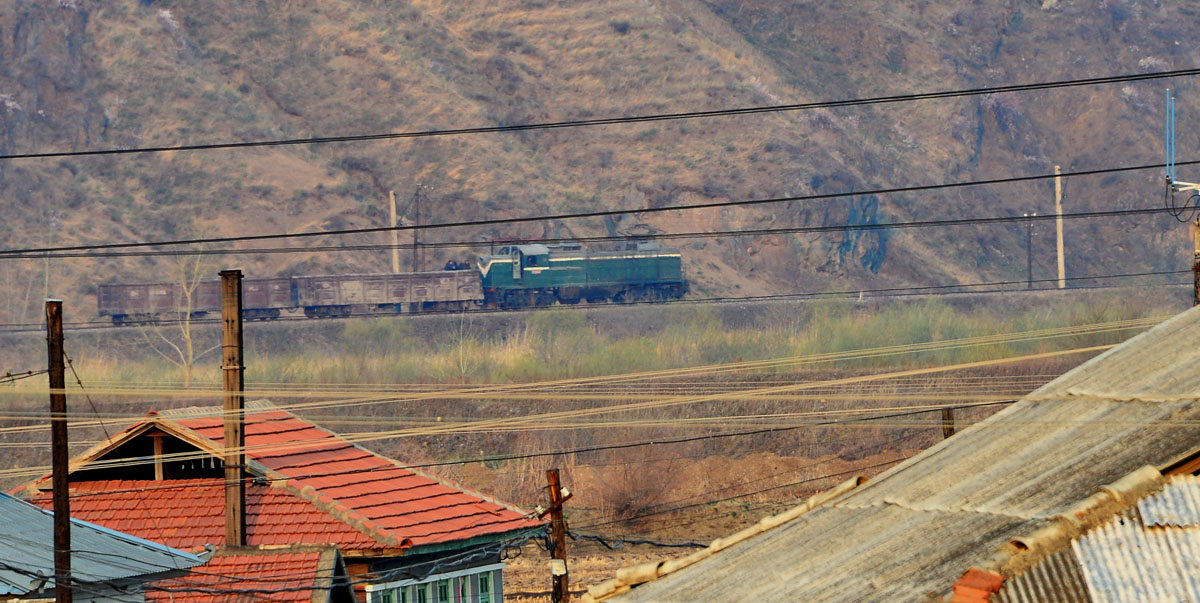
Una locomotora dièsel soviètica construïda després del procés de conversió a locomotores elèctriques

Durant els anys noranta, la inversió ferrocarrils es va aturar. Tot i que un nombre reduït de locomotores dièsel de nova construcció van ser importades de Rússia a la primera meitat de la dècada, la situació s'havia tornat tan terrible que el 1998 Kim Yong-sam, que havia substituït Pak Yŏng-sŏk com a ministre dels ferrocarrils a Al setembre d'aquest any, es va anunciar que, a causa de l'estat crític de la generació d'electricitat al país, no es podia garantir l'electricitat per al funcionament dels trens i, en conseqüència, l'ús de locomotores de vapor es reinstal·laria en algunes línies. Tot i haver arribat al final del seu servei anys abans, Kukch'ŏl es va veure obligat a tornar a confiar en locomotores de vapor japoneses construïdes abans de l'alliberament de Corea. Tot i això, les raons polítiques van fer impossible admetre que el país, que només vint anys abans havia estat autosuficient, no podia generar noves locomotores. Així, les locomotores dièsel de la classe K62 es van convertir en locomotores elèctriques substituint els seus motors dièsel per motors elèctrics, donant lloc a la classe Kanghaenggun (강행군, "marxa forçada"), dels primers onze que van ser posada en servei en les línies troncals electrificades el 1998. Amb finalitats de propaganda, es va anunciar que eren noves locomotores de producció nacional. Aquest no va ser únic cas en què es va informar d'equips reformats o equipaments comprats de segona mà a l'estranger com a nova producció domèstica: el sistema de tramvia a Ch'ŏngjin el 2002 es va anunciar que utilitzava vagons de tramvia construïts al pais (en realitat eren es va comprar de segona mà a la República Txeca).

### El segle XXI: reconectant Corea
A partir del 1998 es van implementar mesures per millorar la gestió econòmica i construir una " Nació forta i pròspera " i, lentament, la situació a Corea del Nord va començar a millorar, sobretot arran de la política d'aproximació del president de Corea del Sud, Kim Dae-jung . amb el nord. El juliol del 2000, es van iniciar converses entre les dues Corees per discutir la reobertura de l'antiga Línia Kyŏngŭi que antigament es trobava entre Seül i Sinŭiju a través de P'yŏngyang.  Ara es divideix aquesta línia entre la línia P'yŏngŭi al nord que va de Sinŭiju a P'yŏngyang i la línia P'yŏngbu des de P 'Kaesong a la zona desmilitaritzada de Corea, i la linea de Korail Kyongui, que s'estén des de la zona de distensió a través de Torasan a Seül. Els treballs al sud van començar gairebé immediatament i el servei es va reiniciar a la secció Munsan - Imjingang de 6,1 km el 30 de setembre de 2001 i a la secció Imjingang – Torasan a 3,7 km el 12 de febrer de 2002.  Les cerimònies de inauguració van tenir lloc al setembre del 2002 per a la reconstrucció de la secció Kaesŏng-Torasan a través de la DMZ i la reconnexió de l'antiga Línia Tonghae Pukpu a la costa est,  que actualment està dividida entre la línia Kŭmgangsan Ch'ŏngnyŏn del nord i Anbyŏn a la línia Kangwŏn passant per Kŭmgangsan a la DMZ, i la secció sud de l'antiga línia Tonghae Pupkpu des de la DMZ a Chejin.  Els treballs de reconstrucció d'aquestes dues línies es van iniciar el 14 de juny de 2003.

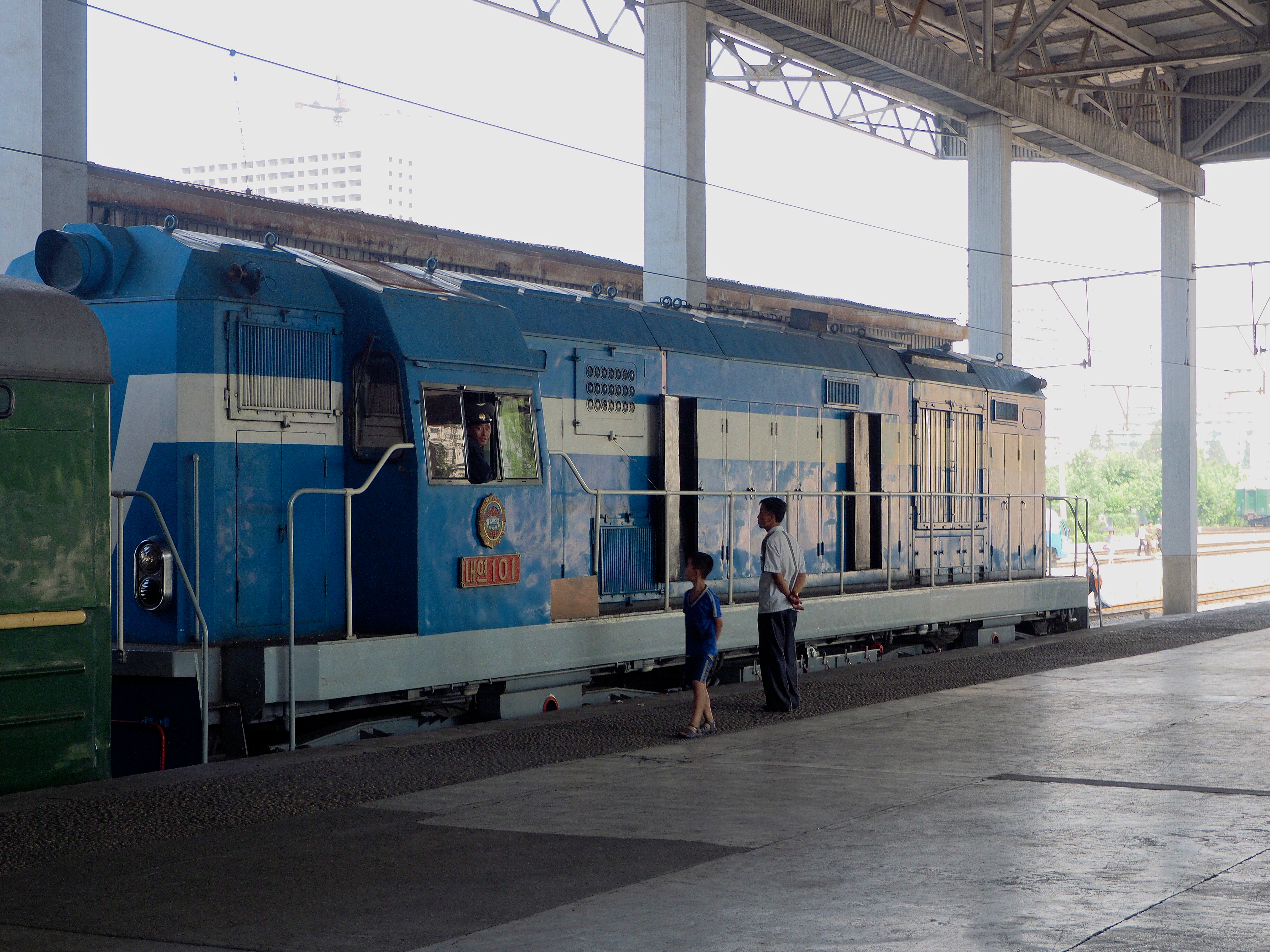
Una de les diverses locomotores de segona ma que es van adquirir a la Xina durant la decada del 2000 en una estació de tren de Pyongyang.

La idea de reobrir les connexions ferroviàries inter-coreanes  va atreure l'atenció del món, especialment de la Xina i Rússia, ja que permetria la realització del desitjat projecte del pont terrestre euroasiàtic i del ferrocarril transasiàtic. Però a l'ombra de visions tan altes, els ferrocarrils de Corea del Nord es van mantenir en estat crític; Per contrarestar-ho, el govern va anunciar l'1 de juliol de 2002 les "mesures de millora de la gestió econòmica" 7.1, en què es van introduir diverses reformes com les que la Xina havia implementat als anys vuitanta, com per exemple donar a les empreses més independència i establir empreses conjuntes amb inversors estrangers (majoritàriament xinesos, però també alguns de Corea del Sud), apropant els tipus de canvis a la realitat,  augment dels salaris, etc. Tot i això, també va incloure l'augment dels preus: un bitllet d'autobús que havia costat 20 chons va augmentar sobtadament vint vegades a 1 wŏn ; això s'aplicava també als ferrocarrils: un bitllet de P'yŏngyang a Ch'ŏngjin, que tenia un cost de 16 won, va pujar 37 vegades, fins a arribar a 590 won. Al mateix temps, es van comprar algunes noves locomotores a la Xina, i es van comprar moltes locomotores de segona mà i cotxes de mercaderies i passatgers, majoritàriament de la Xina, però també de Rússia, Eslovàquia, Polònia, Alemanya, i fins i tot Suïssa, van ser introduïdes per ajudar a millorar la situació dels ferrocarrils de Corea del Nord. També es van invertir diners en la reconstrucció de les estacions de ferrocarril: es va construir una estació completament nova a Kaesŏng amb diners de Corea del Sud, mentre que l'estació central de ferrocarril de P'yŏngyang el 2005 va experimentar una reforma important, que va incloure la restauració de murs, la instal·lació de noves portes de la sala d'espera i la instal·lació d'un gran rètol de neó.
El 2004 es va produir el pitjor desastre ferroviari conegut a Corea del Nord quan una explosió a l'estació de Ryongch'ŏn va destruir diversos edificis al voltant de l'estació de la ciutat, matant 54 persones i ferirnt 1.245 en l'explosió i els incendis posteriors, segons els informes de victimes oficials.  Es va informar que a causa de l'explosió una àmplia zona havia estat afectada, i que metralla resultant d'aquesta va caure en territori xines ; la Creu Roja va informar que havien estat destruïdes 1.850 cases i edificis i que altres 6.350 havien estat danyades.  La restauració bàsica de l'estació es va acabar en una setmana i el servei internacional de tren DPRK-Xina es va restablir el 28 d'abril.
Tot i que els treballs de reconstrucció de les línies ferroviàries intercoreanes van estar gairebé finalitzades al març del 2006, no va ser fins al 17 de maig de 2007, set anys desde el inici de les negociacions entre ambdues coreas, va ser reobert.  Ja es va fer un acord sobre operacions transfrontereres entre Kukch'ŏl i Korail a l'abril de 2004, però tres intents posteriors per fer funcionar serveis de trens van fallar, fins que finalment les autoritats militars de les dues parts van adoptar un acord de seguretat l'11 de maig de 2007, permetent la reobertura de les línies el 17 de maig. La reobertura consistia en dos trens cerimonials, un sobre la línia occidental des de Munsanfins a Kaesŏng (27 km) i una altra sobre la línia oriental de Kŭmgangsan a Jejin. El tren occidental era operat de sud a nord per una locomotora Korail i cinc autocars, mentre que el tren de l'est era tirat per una locomotora del sud coreà i cinc autocars; cada tren portava 150 convidats del sud i del nord.
L'operació de mercaderies comercials es va reiniciar finalment l'11 de desembre de 2007, amb el primer tren que transportava materials de construcció des de Munsan al sud fins a la regió industrial de Kaesŏng, i va fer el camí invers transportant calçat i roba en el viatge de tornada al sud. Aquest servei, operat per Korail, ha estat interromput diverses vegades com a conseqüència d'esdeveniments polítics entre el nord i el sud que han provocat el tancament del districte industrial. El districte industrial es va reobrir més recentment el 16 de setembre de 2013 després d'una detenció de cinc mesos.  Al mateix temps, es van reobrir els serveis de passatgers a la línia de l'est per portar passatgers a la Regió Turística de Mount Kŭmgang, tot i que aquest servei es va suspendre el juliol del 2008 després que un turista sud-coreà va ser disparat.
El 2008, la Comissió Nacional de Defensa va realitzar una inspecció dels ferrocarrils, que va revelar una corrupció massiva entre els funcionaris que la gestionaven, com a conseqüència Kim Yong-sam va ser retirat del càrrec i lliurat al Departament de Seguretat de l'Estat. Després va ser substituït per l'actual ministre dels Ferrocarrils, Chon Kil-su, a l'octubre de 2008.  La investigació va revelar que els treballadors ferroviaris havien desmuntat gairebé 100 locomotores retingudes en reserva estratègica per a ús de la guerra, venent-les a la Xina com a ferralla. Com a ministre responsable, Kim es va fer responsable i va ser retirat del seu lloc,  va ser executat el març de 2009.
També el 2008 es van iniciar els treballs per a la reconstrucció de la línia entre l'estació de Tumangang a la frontera de RPDC i el port de Rajin, on es va construir una nova terminal de contenidors per gestionar el trànsit de mercaderies des dels països d'Àsia Pacífic a Europa.  Això, reduiria considerablement el temps de trànsit en comparació amb el transport marítim. Aquest projecte s'enmarca en el marc d'un acord de cooperació realitzat entre Rússia i Corea del Nord l'any 2000 i es considera el primer pas en la reconstrucció d'una línia principal transcoreana, que permetria l'enviament de mercaderies per ferrocarril fins a sud. I de Corea cap a Europa. El projecte incloïa la restauració de 18 ponts, 12 pisos i tres túnels amb una longitud combinada de més de 4,5 km, així com la posada de 54 km de via de dos carrils de dos carrils (1.435 mm i 1.520 mm). Una terminal de trasllats al port, juntament amb el dragatge i la construcció d'un moll, zones d'emmagatzematge, edificis industrials i d'oficines. Un únic centre de control gestionarà les operacions futures a la línia, que podran gestionar fins a 4 milions de tones de càrrega a l'any des del port. La operació i la gestió de la línia actualitzada, té un cost de més de 5.500 milions de rubles (excepte el cost de les actualitzacions portuàries), serà a càrrec d'una empresa conjunta dels ferrocarrils russos i el port de Rason, que ha arrendat formalment la línia durant 49 anys. L'obra d'actualització es va acabar oficialment el 22 de setembre de 2013.
La segona dècada del segle XXI ha continuat les tendències de la primera, ja que han existit o s'estan construint noves línies, com ara una línia des de Tongrim a la línia P'yŏngui fins al Centre de Llançament de Sohae a Tongchang.  La segona etapa de la nova línia troncal nord-est-oest prevista inicialment el 1980, que havia d'anar des de Hyesan a Musan, es va acabar parcialment el 2017,  quan es va tornar a obrir la línia Samjiyŏn de via estreta de Hyesan a Samjiyŏn i Motka finalment van acabar. Els plans per continuar l'extensió d'aquesta línia a Musan i eventualment a Hoeryŏng no s'han abandonat, però no es donen gaire us.
El 8 de desembre de 2013, es va arribar a un acord entre Corea del Nord i un consorci d'empreses xineses per construir un ferrocarril d'alta velocitat que connectés Kaesŏng, P'yŏngyang i Sinŭiju. El projecte consistirà en un acord de transferència d'operacions de construcció, en què la construcció, prevista per a cinc anys, serà finançada pel consorci, que després operarà la línia durant 30 anys, després del qual el Ministeri del Ferrocarril assumirà les seves operacions. i la propietat completa de la línia. La línia ferroviària ha de ser una línia de doble via d'uns 400 km amb una velocitat de funcionament superior a 200 km/h.
El 21 d'octubre de 2014 es va celebrar una cerimònia innovadora del projecte Sŭngri ("Victòria") per modernitzar la línia P'yŏngnam de Namp'o a P'yŏngyang i la Línia P'yongdŏk de P'yŏngyang a Chedong. El projecte, sostingut per Rússia, pretén formar la primera etapa d'una cooperació a gran escala amb els ferrocarrils russos com a part d'un projecte de desenvolupament de vint anys que modernitzaria uns 3.500 km de la xarxa ferroviària nord-coreana, i inclouria la construcció d'un corredor de mercaderies nord-sud al voltant de P'yŏngyang. El cost global del projecte s'estima al voltant dels 25 mil milions de dòlars americans, i s'espera que les exportacions de carbó,de la RPDC a Rússia proporcionarà el finançament del projecte.
El gener de 2017, una delegació russa va visitar Pyongyang per parlar de l'expansió de la cooperació entre Kukch'ŏl i els ferrocarrils russos. Va incloure acords per permetre als estudiants de la Universitat Ferroviària de Pyongyang inscriure's a la Universitat Federal de l'Extrem Orient a Khabarovsk i permetre a altres experts ferroviaris de Corea del Nord rebre més estudis a les universitats russes.
Després de gairebé una dècada de inactivitat, el 30 de novembre de 2018, una trentena de funcionaris de Corea del Nord i del Sud van iniciar una enquesta de 18 dies a les dues Corees per investigar les possibilitats de reintegració de la xarxa ferroviària coreana. L'enquesta, que anteriorment havia estat obstruïda pels llocs de guàrdia de la Zona Demilitaritzada de Corea (DMZ) i per les mines terrestres situades a la muntanya Arrowhead de la DMZ, es va concentrar sobre 400 km al llarg del tram de línia entre Kaesŏng i Sinŭiju que transcorre per la regió central del nord i la costa nord-est. L'enquesta ferroviària, que va implicar la inspecció de l'antiga Línia Kyŏngŭi, avui dividida entre Kukch'ŏlP'yŏngbu i P'yŏngŭi Lines - Es va concloure el 5 de desembre de 2018.
El 8 de desembre de 2018, es va iniciar una enquesta inter-coreana a les dues Corees per a la línia Tonghae, amb l'objectiu de connectar la secció de Korail amb la línia Kŭmgangsan Ch'ŏngnyŏn de Kukch'ŏl.  El 13 de desembre, es va anunciar que es faria una ceremonia per simbolitzar la reconnexió de les carreteres i els ferrocarrils de les dues Corees se celebrarà el 26 de desembre de 2018 a Kaesŏng.  Aleshores, el 17 de desembre, es va fer la darrera enquesta ferroviària intercoreana, que va comportar una ruta de 800 km des de Kŭmgangsan a prop de la frontera intercoreana fins al riu Tumànnaia finalitzant a la frontera DPRK-Rússia. Una possible amenaça per a la cerimònia d'inauguració va sorgir després que es revelés que el ferrocarril de Corea del Nord es trobava en males condicions.
El 21 de desembre de 2018, els Estats Units van acordar deixar d'obstruir els plans de les dues Corees per celebrar una cerimònia d'inauguració,  el mateix dia, es van iniciar els treballs d'anàlisis topogràfics de la via inter-coreana. quan deu treballadors sud-coreans van entrar a Corea del Nord per treballar amb deu topògrafs nord-coreans en una secció de via de 100 km de la línia de Tonghae oriental. El 24 de desembre, es va completar els analisis topografics, quatre dies després que un equip de deu topògrafs sud-coreans entrésin a Corea del Nord i s'unísin als deu inspectors nord-coreans per inspeccionar una via de 4 km a Kaesŏng. Al voltant del 26 de desembre, es va celebrar la cerimònia d'inauguració tal com estava programat a Kaesŏng; uns 100 oficials sud-coreans van entrar a Corea del Nord per assistir a la cerimònia. Tot i això, s'ha reconegut que caldrà més inspecció i construcció per reactivar les línies ferroviàries vitals de Corea del Nord que es trobaven en males condicions.

## Organització
El Ferrocarril de l'Estat de Corea esta gestionat pel Ministeri de Ferrocarrils de Corea del Nord. Es divideix en cinc seccions regionals: P'yŏngyang, Kaech'ŏn, Hamhŭng, Ch'ŏngjin i Sariwŏn.
També, apart de la gestioó del ferrocarril estatal, el ministeri regula les següents industries: La fabrica de locomotores elèctriques Kim Chong-t'ae ubicada a P'yŏngyang, la fabrica de material d'obra 4 de juny ubicada a Wŏnsan, la fàbrica de ferrocarrils de Ch'ŏngjin, la fàbrica de peces de vehicles 7.6 i les Fabrica de materials de reparació de ferrocarrils de Pyongyang.

Hi ha quatre instituts de recerca i investigació científica sota jurisdicció del Ministeri del Ferrocarril, aquest instituts s'encarreguen de la revisió disseny de ferrocarrils, la recerca de noves tecnologies per al disseny i la producció de materials per ferrocarrils i la inspecció de rails i materials. La inspecció dels productes de les fàbriques també la duu a terme la junta de inspecció de qualitat nacional.
El Ministeri Ferroviari també gestiona una xarxa de clubs esportius a tot el país, en esports com futbol, bàsquet, voleibol, tennis i hoquei sobre gel. El Club Esportiu Kigwancha pertany al Ministeri Ferroviari, que agrupa equips de les lligues de bàsquet, voleibol i futbol de primer nivell del país; en futbol, el millor club masculí, amb seu a Sinŭiju,  va guanyar cinc campionats nacionals entre 1996 i 2000 a la Lliga de Corea de la República, i va participar en la Copa AFC del 2017. El millor club d'hoquei sobre gel del Ministeri de Ferrocarrils és el P'yŏngyang Ch'ŏldo també conegut com a "P'yŏngch'ŏl", és un dels clubs amb més èxit del país, havent guanyat el campionat nacional almenys onze vegades des de 1997.

## Operacions i Infraestructura

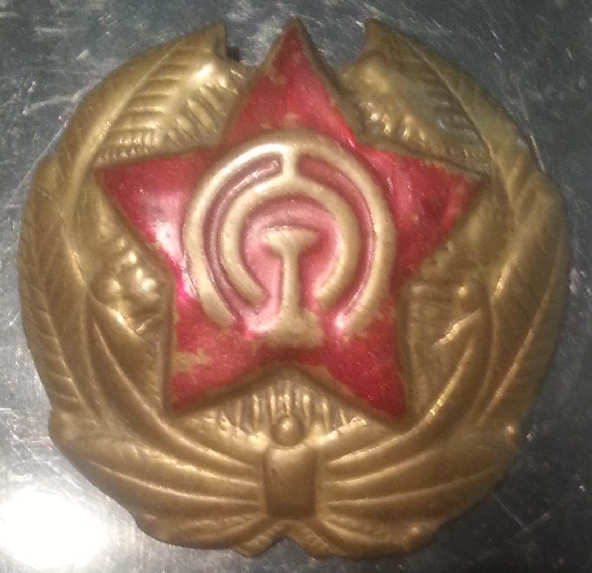
Placa dels treballadors del ferrocarril Kukch'ŏl, aquesta placa es duu en la gorra i forma part del uniforme.

El Ferrocarril Estatal coreà opera un total de 5248 km de via, de les quals 4725 km tenen una amplada de rail estàndard de 1,435mm, 156 km tenen una amplada de 1,520mm i 523km son d'amplada estreta amb uns 762 mm. Aproximat un 80% vies s'utilitzen regularment. Quant a l'electrificació de les vies, les linies d'amplada estàndard constant d'un corrent de 3kV Dc i de les d'amplada estreta 1,5kV DC.

| Categoria        | Del sud | Del nord |
| ---------------- | ------- | -------- |
| Longitud de ruta | 3,392   | 5,248    |
| Electrification  | 1,670   | 4,243    |
| Via doble        | 1355    | 106      |
| Via unica        | 2,037   | 5,142    |
| Gauge estàndard  | 3,125   | 4,591    |
| Gauge ample      | 0       | 134      |
| Gauge estret     | 0       | 523      |

La política de transport nacional de Corea del Nord se centra en el ferrocarril com a principal mitjà de transport tant de passatgers com de mercaderies.  Els serveis de viatgers inclouen tant trens de llarga distància, com serveis de desplaçament per a estudiants i treballadors; el transport de mercaderies se centra en les matèries primeres industrials i el tràfic militar, així com el trànsit a importacions i exportacions. Posant un gran èmfasi en el transport ferroviari de mercaderies, el 1983 la quantitat de trànsit transportat per ferrocarril durant un període d'onze dies va ser igual al que es va produir durant tot l'any 1946.  El control del trànsit és justificat per via.
En els últims anys, s'ha posat èmfasi deixar apart els ferrocarrils com a transport a curtes distancies de 150 km -200 km o menys, a causa de la major efectivitat en costos del transport per carretera a curtes distàncies.
Els ferrocarrils de corea del nord són molt utilitzats tant en transport de passatger com de mercaderies a Corea del Nord tal com es mostra a continuació:
| Tipus                 | Del sud | Del nord |
| --------------------- | ------- | -------- |
| Passatger - Rail      | 15.37   | 49.1     |
| Passatger - Carretera | 81.59   | 50.9     |
| Càrrega - Rail        | 7.73    | 92.8     |
| Càrrega - Carretera   | 73.39   | 7.2      |

A causa de l'envelliment de la infraestructura, el funcionament normal es dificulta per l'escassetat de potència elèctrica i el mal estat de manteniment de la infraestructura. Molts túnels i ponts es troben en un estat crític de reparació. Les vies es dipositen sobre superfícies de fusta o de formigó, amb rails de 37, 40, 50, 60 kg / m de fabricació nacional, xinesa i russa. S'utilitza grava de riu i pedreria picada. Els túnels són de construcció de formigó; moltes es troben en mal estat, havent estat construïdes durant l'època colonial.  Els equips de comunicació i la infraestructura de senyalització semiautomàtica daten dels anys 70, i van ser importats de la Xina i la Unió Soviètica. El mal estat de la infraestructura restringeix greument les velocitats operatives: la velocitat mitjana dels tren és molt baixa, entre 20 a 60 km /h (a Corea del Sud la velocitat mitjana se situa entre 60 a 100km / h en línies que no son d'alta velocitat) només a la línia P'yŏngbu és possible arribar a una velocitat de 100 km / h.
| Secció                | Distància (km) | Temps de viatge | Velocitat mitjana (Km/h) | Notes             |
| --------------------- | -------------- | --------------- | ------------------------ | ----------------- |
| P'yŏngyang-Tumangang  | 847.5          | 20:56           | 40.5                     |                   |
| P'yŏngyang-Pecatŭiju  | 225.1          | 3:45            | 60.0                     |                   |
| Changyŏn-Manp'o       | 508.4          | 14:08           | 36.0                     |                   |
| P'yŏngyang-Hyesan     | 728.7          | 18:32           | 39.7                     | Via Pyongra Línia |
| P'yŏngyang-Hyesan     | 445.4          | 19:20           | 23.0                     | Via Manp'o Línia  |
| P'yŏngyang-P'yŏnggang | 377.7          | 10:50           | 34.9                     |                   |
| P'yŏngyang-Musan      | 823.5          | 19:15           | 42.8                     |                   |
| P'yŏngyang-Hŭich'ŏn   | 176.2          | 5:32            | 32.0                     |                   |

### Servei de passatger
El ferrocarril es el principal medi de transport per llarga dinstancia dins de Corea del Nord.
Tot i que l'exèrcit soviètic va reiniciar l'operació de trens de passatgers pocs dies després de la divisió formal de Corea el 1945, va ser només després de la fi de la guerra de Corea que es van reprendre regularment els trens internacionals entre la RDPK i la Xina. El 5 de febrer de 1954 es va signar un acord sobre el servei de trens transfronterers i el funcionament regular de Beijing –P'yŏngyang va començar quatre mesos després, el 3 de juny.
En el 1983 el Ferrocarril Estatal coreà va començar a operar de P'yŏngyang a Pequín, utilitzant ferrocarrils de producció nacional, des de aleshores cada setmana hi han 2 trens que fan aquest recorregut entre ambdues capitals.Aquests trens, és amb diferència, el servei internacional de viatgers més important de la RDPK, funcionen a través de Sinŭiju quatre vegades setmanalment (dilluns, dimecres, dijous i dissabte). Els controls de duanes i immigració tenen lloc a Sinŭiju. El viatge dura 22 hores 51 minuts de P'yŏngyang a Pequín, i 23 hores 18 minuts de Pequín a P'yŏngyang. Les parades efectuades en la RPDC estan a Pyongyang, Ch'ongju Ch'ŏngnyŏn, Ch'ŏnggang i estacions Sinuiju Ch'ŏngnyŏn.
Un altre ruta important es la que opera cada dues setmanes entre Pyongyang i Moscou, funciona des de 1987. Aquest tren en general no es troba obert per persones que no siguin ciutadans de Rússia o de Rajin .
També hi ha un servei internacional de viatges de Manp'o a Ji'an, Xina, esta format per un sol cotxe de passatgers connectat al tren de mercaderies transfronterer diari. Aquest tren no hi poden circular passatgers estrangers, només xinesos i nord coreans.
Altres trens importants de llarga distància son: P'yŏngyang - Kilju - Hyesan (721 km), P'yŏngyang - Ch'ŏngjin - Tumangang (1.011 km), P'yŏngyang - Ch'ŏngjin - Musan (813 km), P'yŏngyang - Kŭmgol (570 km), P'yŏngyang - Kowŏn - P'yŏnggang (370 km), Haeju - Manp'o (492 km) (306 mi)), Haeju - Sariwŏn - P'yŏngyang - Kilju - Hyesan (855 km), Sinch'ŏn - Sariwŏn - P'yŏngyang - Ch'ŏngjin (858 km) i Sinŭiju - Kaesŏng (413 km).

## Rutes
Corea del Nord compta amb una àmplia xarxa de línies de ferrocarril de via estàndard i estreta,  formant aproximadament una forma de H, amb una línia est-oest que connecta les dues línies de direcció nord-sud a les costes orientals i occidentals.
Aquesta llista mostra només les línies troncals principals. Per a línies de gauge estàndard secundàries i línies de via estreta.
Línies de troncals
- - Línia Hambuk : Ch'ŏngjin Ch'ŏngnyŏn - Rajin, 331,1 km amplada estàndard (Hongŭi – Raiin de doble amplada, estàndard i rus (1,520 mm)) ;
  - Línia Hongŭi : Hongŭi (línia Hambuk) - Tumangang (-> Khasan, Rússia) 9,5 km de doble amplada ;
  - Línia Kangwŏn : Kowŏn (Línia P'yŏngra) - P'yŏnggang 145,8 km amplada estàndard
  - Línia Kŭmgangsan Ch'ŏngnyŏn : Anbyŏn (Línia Kangwŏn) - Kŭmgangsan Ch'ŏngnyŏn (-> Chejin, ROK, 101.0 km)
  - Línia Manp'o : Sunch'ŏn (Línia P'yŏngra) - Manp'o, 299,9 km de amplada estàndard
  - Línia Paektusan Ch'ŏngnyŏn : Kilju Ch'ŏngnyŏn (Línia P'yŏngra) - Hyesan Ch'ŏngnyŏn (Línia Pukpu), amplada estàndard 141,7 km.
  - Línia P'yŏngbu : P'yŏngyang - Kaesŏng (-> Torasan, ROK), amplada estàndard de 187,3 km.
  - Línia P'yŏngdŏk : P'yŏngyang - Kujang Ch'ŏngnyŏn (línies Manp'o i Ch'ŏngnyŏn P'arwŏn), amplada estàndard de 192,3 km
  - Línia P'yŏngnam : P'yŏngyang - Namp'o, amplada estàndard de 55,2 km
  - Línia P'yŏngra : P'yŏngyang - Rajin, amplada estàndard de 819,0 km
  - LíniaEl 21 de desembre de 2018, els P'yŏngŭi : P'yŏngyang - Sinŭiju (-> Dandong, Xina), amplada estàndard 225,1 km .

Línies de via estreta
Les línies de via estreta a Corea del Nord es construeixen fins a un amplada de 762 mm. Algunes estan electrificades amb1500 V DC. Si bé hi han línies d'aquest tipus a tot el país, les més importants es troben a la zona nord del país. La més llarga de les línies de via estreta a Corea del Nord és la Línia Paengmu, que recorre 191,7 km de Paegam a Musan, connectant la línia d'amplada estàndard Paektusan Ch'ŏngnyŏn amb la línia Musan d'amplada estàndard .

## Locomotores

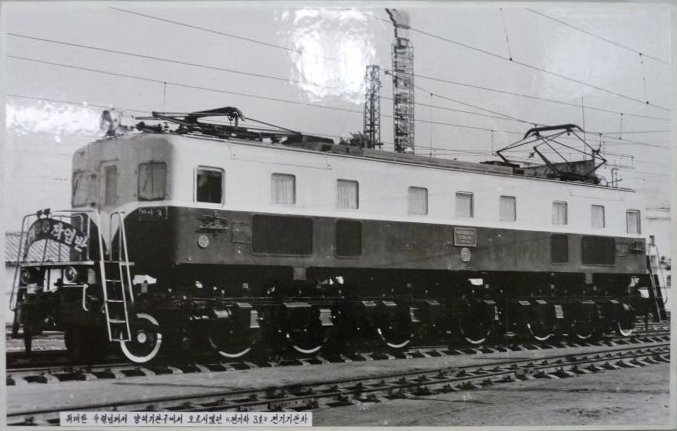
Locomotora elèctrica Chŏngiha 전기하3, de la primera classe de locomotores elèctriques dins Corea.

El ferrocarril estatal de Corea opera una gran varietat de locomotores elèctriques, dièsel i de vapor, juntament amb una gran varietat de trens de passatgers de diverses unitats elèctriques. Molts trens de vapor i electrics japonesos van ser abandonats a corea quan va finalitzar l'era colonial, aquestes locomotores van ser pràcticament les úniques utilitzades fins l'inici de la Guerra de corea. El 10 de desembre de 1947, Kukch'ŏl tenia 786 locomotores: 617 d'amplada estàndard (141 locomotores cisterna, 476 locomotores licitades), 158 locomotores de via estreta, vuit locomotores elèctriques (calibre estàndard) i tres grues de vapor; al setembre de 1945 corea tenia un total de 747 cotxes de passatgers, 6.928 cotxes de mercaderies i 29 vagons a motor, tots ells havien estat heretats del ferrocarril del govern japonès i dels diversos ferrocarrils de propietat privada de Corea colonial.
La guerra de Corea va destruir bona part de la infraestructura ferroviària del Nord, però amb l'ajuda soviètica, xinesa i del Bloc de Europa de l'Est, principalment l'ajuda provenia del enviament de locomotores de vampor de Hongria, Txecoslovàquia, Polònia i Romania, els ferrocarrils de Corea del Nord eren es va reconstruir ràpidament. Durant el Moviment Ch'ŏllima, Kim Il-sung va posar un èmfasi especial en l'electrificació dels ferrocarrils. Com a resultat d'aquest èmfasi, a la fi dels anys cinquanta es van electrificar molts centenars de quilòmetres de ferrocarril.

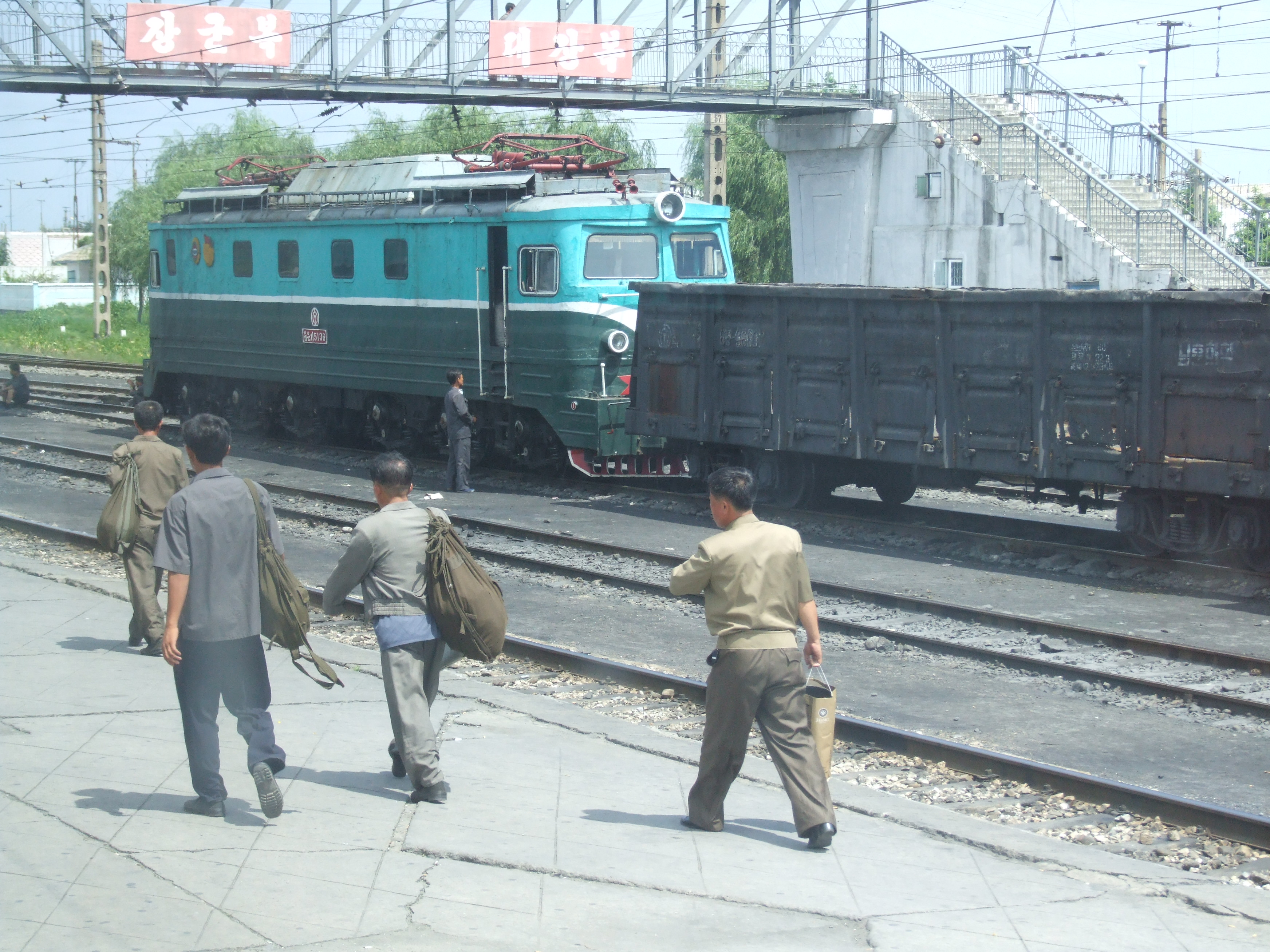
Red flag 1 붉은기5136 en Sinanju.

Un altre aspecte important del Moviment Ch'ŏllima va ser la nova industrialització de Corea del Nord. En termes d'indústria, el llegat japonès era una xarxa de ferrocarrils bastant extensa que connectava les fàbriques d'acer, plantes químiques i altres indústries pesants amb les moltes mines del nord: carbó, ferro i molts altres recursos metàl·lics i no metàl·lics; tot això es va ampliar encara més durant la dècada de 1950. El 1945, una instal·lació de reparació de material rodant a P'yŏngyang, es convertiria finalment en les obres de locomotora elèctrica Kim Chong-t'ae actuals, que ha fabricat gairebé totes les locomotores elèctriques de Corea del Nord des de la primera locomotora de classe 1 Red Flag. La primera locomotora elèctrica produïda a Corea va ser llançada el 1961.
Amb una gran quantitat de subministraments de carbó per fer funcionar les locomotores de vapor i l'electrificació de la xarxa ferroviària ampliant-se ràpidament després de la guerra de Corea, lel pas de locomotores de vapor a dièsel no era la prioritat per a Kukch'ŏl a diferencia d'altres països, aquest canvi no va començar fins a la segona meitat de 1960 amb l'arribada de les primeres locomotores dièsel d'Hongria i la Unió Soviètica. Un cop allà, però, han compartit constantment la càrrega amb les locomotores elèctriques i de vapor, assumint de forma gradual la seva tasca de treball sobre les línies no electrificades.  Tot i que encara estava en ús esporàdic, les locomotores a vapor havien deixat d'operar en la majoria de les línies de Corea del Nord a finals dels anys 70,  i en altres llocs a la fi dels anys noranta.

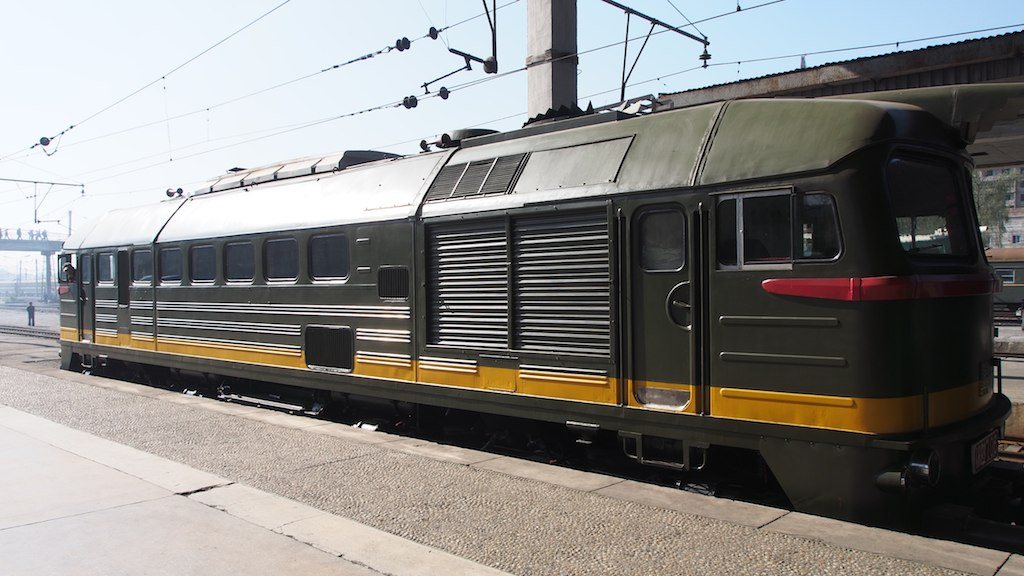
Un coreà Del nord M62 dièsel a P'yŏngyang Estació.

Greus inundacions en la dècada dels 90 havien afectat a les plantes hidroelèctriques de Corea del Nord i, fins i tot, algunes mines havien quedat inundades. A causa de l'escassetat d'electricitat, sovint no es podia fer funcionar les bombes necessàries per buidar l'aigua fora de les mines. Al final del mil·lenni, Kukch'ŏl tenia dificultats per mantenir els trens elèctrics en marxa i la flota de K62s era insuficient per satisfer les necessitats de transport, tot i que la demanda s'havia reduït significativament a causa de les dificultats econòmiques en curs. Per alleujar aquest problema, es van importar més M62 de diversos països europeus, juntament amb un nombre important de locomotores de segona mà de la Xina. Al mateix temps, però, la crisi econòmica també va dificultar l'obtenció de gasoil..
En els darrers anys, s'ha començat a treballar intensament en la reforma de la xarxa ferroviària i les capacitats de generació d'energia al país, però els dièsel continuen jugant el seu paper important a l'hora de fer funcionar trens de passatgers i mercaderies en les diverses línies principals, Kim Jong-un ha posat èmfasi especial sobre la reforma i modernització dels ferrocarrils.  A causa de les dificultats econòmiques en curs de Corea del Nord, els nivells de manteniment són pobres; La rentabilitat de les locomotores s'estima en el 50%. No obstant això, les importacions recents de locomotores dièsel procedents de la Xina i la construcció de nous tipus de locomotores elèctriques ajuden a millorar la situació.
Actualment, el ferrocarril estatal de Corea funciona principalment amb energia elèctrica i dièsel, amb una gran varietat de tipus de locomotores. Les més nombroses i importants són les elèctriques de classe 1 de la Red Flag .
També s'estan realitzant esforços per modernitzar el material elèctric motriu, amb la construcció de la locomotora pesada Red Flag 5400 elèctrica i l'última incorporació, la Red Flag Sŏngun electrica dissenyada per proporcionar un major rendiment amb un menor consum d'energia, a més a més sèsta treballant en un programa per modernitzar les locomotores dièsel K62 amb motors nous i altres actualitzacions.
El 2002, els trens de passatgers suïssos comprats de segona mà al BLS Lötschbergbahn van entrar en servei al tren exprés P'yŏngyang – Hyesan, convertint-se en els primers cotxes de passatgers operant a Kukch'ŏl fabricats a Europa que no provinguessin de països de Europa de l'est.
Seguint les instruccions de Kim Jong-un per millorar la imatge dels ferrocarrils de la RPD,  els cotxes de passatgers de Kukch'ŏ tradicionalment de color verd, estan sent repintats amb patrons de colors mes vistosos.

## Connexió en ferrocarril amb països adjacents
- Xina (Ferrocarril de la Xina) - obert- mateixa amplada de via
- Russia (Ferrocarril de Russia) - obert- Trencament de gauge
- Corea del Sud (Korail) -amb us poc regular - mateixa amplada de via.